# Bolívar (departement)
Bolívar is een departement van Colombia. Bolívar ligt in het noorden van Colombia. De hoofdstad van het departement is de stad Cartagena. Er wonen circa twee miljoen mensen in het departement.

## Gemeenten
Bolívar bestaat uit 47 gemeenten:
| Gemeente              | Inwoners |
| --------------------- | -------- |
| Achí                  | 19.629   |
| Altos del Rosario     | 10.695   |
| Arenal                | 7.364    |
| Arjona                | 60.600   |
| Arroyohondo           | 8.825    |
| Barranco de Loba      | 15.186   |
| Calamar               | 20.771   |
| Cantagallo            | 7.839    |
| Cartagena             | 895.400  |
| Cicuco                | 10.981   |
| Clemencia             | 11.699   |
| Córdoba               | 12.824   |
| El Carmen de Bolívar  | 66.001   |
| El Guamo              | 7.754    |
| El Peñón              | 7.871    |
| Hatillo de Loba       | 11.316   |
| Magangué              | 121.085  |
| Mahates               | 22.983   |
| Margarita             | 9.368    |
| María La Baja         | 45.262   |
| Montecristo           | 11.212   |
| Morales               | 13.254   |
| Norosí                | 4.984    |
| Pinillos              | 22.714   |
| Regidor               | 4.511    |
| Río Viejo             | 15.243   |
| San Cristóbal         | 6.578    |
| San Estanislao        | 15.269   |
| San Fernando          | 12.632   |
| San Jacinto           | 21.218   |
| San Jacinto del Cauca | 7.204    |
| San Juan Nepomuceno   | 32.296   |
| San Martín de Loba    | 14.365   |
| San Pablo             | 27.108   |
| Santa Catalina        | 12.042   |
| Santa Cruz de Mompox  | 41.326   |
| Santa Rosa            | 18.365   |
| Santa Rosa del Sur    | 26.896   |
| Simití                | 18.139   |
| Soplaviento           | 8.303    |
| Talaigua Nuevo        | 10.973   |
| Tiquisio              | 18.714   |
| Turbaco               | 63.450   |
| Turbaná               | 13.507   |
| Villanueva            | 17.622   |
| Zambrano              | 10.246   |

| Detailkaart | Detailkaart |
| ----------- | ----------- |
|             |             |
| Gemeenten   | Regio's     |